# Кайо Матеус
Кайо Матеус да Силва (порт. Caio Matheus da Silva; родился 19 февраля 2004, Лимейра, штат Сан-Паулу) — бразильский футболист, нападающий клуба «Сан-Паулу».

## Клубная карьера
Уроженец Лимейры, Кайо является воспитанником футбольной академии клуба «Сан-Паулу». 30 января 2022 года дебютировал в основном составе «трёхцветных» в матче Лиги Паулиста против «Итуано». 25 мая 2022 года дебютировал в Южноамериканском кубке в матче против перуанского клуба «Аякучо», забив единственный гол в той игре.  В июне 2022 года, выступая за национальную сборную до 20 лет, получил разрыв передней крестообразной связки правого колена, из-за чего пропустил остаток сезона.

## Карьера в сборной
В 2022 году дебютировал за сборную Бразилии до 20 лет. Забил гол в матче против сверстников из Парагвая.